# (362316) Dogora
(362316) Dogora est un astéroïde de la ceinture principale.

## Description
(362316) Dogora est un astéroïde de la ceinture principale. Il fut découvert le 15 novembre 2009 à Nogales par Jean-Claude Merlin. Il présente une orbite caractérisée par un demi-grand axe de 2,97 UA, une excentricité de 0,25 et une inclinaison de 8,3° par rapport à l'écliptique.
Il est nommé d'après le pays imaginaire Dogora, inventé par le compositeur Étienne Perruchon.